# Баварське курфюрство
Баварське курфюрство (нім. Kurfürstentum Bayern) — курфюрство у складі Священної Римської імперії, що існувало в 1623–1806 роках.

## Історія
Віттельсбахи, що правили Баварією, були молодшою гілкою сім'ї, яка правила Курпфальцом. Відповідно до «Золотої булли» 1356 року право вибору імператора було закріплено за представниками правлячої в Пфальці старшої гілки, а молодша (Баварська) гілка з виборів виключалася. Однак під час Реформації Пфальц прийняв протестантизм, курфюрст Фрідріх V в 1619 році прийняв корону Богемії, і за це в 1623 році імператор Фердинанд II передав Верхній Пфальц і титул курфюрста його двоюрідному братові Максиміліану I Баварському. Хоча за умовами Вестфальського миру 1648 Нижній Пфальц був повернутий синові Фрідріха V Карлу I Людвігу, для нього був створений новий (восьмий) титул курфюрста, а за правителем Баварії було підтверджено право участі у виборах імператора. Так Баварія перетворилася з простого герцогства в курфюрство.
На початку XVIII століття курфюрст Максиміліан II вплутався в війну за іспанську спадщину на боці Франції та Іспанії, однак 13 серпня 1704 був розбитий в Гохштедтській битві, після чого Баварія вийшла з війни. За укладеним 7 листопада 1704 Ільберсхаймським договором Баварія виявилася окупованою Австрією і Пфальцом, і австрійську окупацію не змогло скинути навіть велике селянське повстання. Лише Баденський договір 1714 повернув Максиміліану II його володіння.
Син Максиміліана II — Карл Альбрехт — доклав усіх зусиль для збільшення свого престижу та впливу. Після смерті імператора Карла VI він оскаржив « прагматичну санкцію», що передавала володіння Габсбургів Марії Терезії, і вплутався в війну за австрійську спадщину. Він завоював Верхню Австрію, коронувався в Празі королем Богемії, а в 1742 році навіть став імператором Священної Римської імперії, проте Баварія виявилася окупованою австрійськими військами, і повернутися в Мюнхен Карл Альбрехт зміг лише після того, як прусський король Фрідріх II вторгся в Сілезію і австрійцям знадобилося перекинути всі війська на північні кордони. У 1745 році Карл Альбрехт помер, а його син Максиміліан III поспішив укласти з Австрією сепаратний мир, відмовившись від всіх домагань батька.
Максиміліан III зайнявся внутрішнім розвитком країни. При ньому була заснована Баварська академія наук, побудована порцелянова мануфактура в Німфенбурзі, він видав ряд антиклерикальних постанов, займався регулюванням шкільної освіти. Однак 30 грудня 1777 Максиміліан III помер від чорної віспи, не залишивши спадкоємця. Його смерть означала припинення баварської лінії Віттельсбахів і перехід Баварії до пфальцьких Віттельсбахів. Цей перехід був оскаржений Австрією, що призвело до війни за баварську спадщину.
Тешенський договір 1779 передав баварський престол пфальцькому курфюрсту, а Австрія отримала за це Іннфіртель. Ставши правителем Баварії, пфальцький курфюрст Карл IV Теодор скасував просвітительську внутрішню політику свого попередника і вплутався в нескінченні зовнішньополітичні інтриги. Тим часом в 1792 році відбулася Французька революція. В ході війни першої коаліції французькі війська в 1792 році увійшли в Пфальц, а в 1795 році Моро вторгся в Баварію і пішов на Мюнхен. Карл IV Теодор втік до Саксонії, залишивши замість себе регентську раду, яка у 1796 році підписала з Моро перемир'я в обмін на важку контрибуцію. У 1799 році Карл IV Теодор помер бездітним, переживши Карла II Августа Цвайбрюккенського, призначеного його наступником за Тешенським договором, і тому Баварія перейшла Максиміліану Йосипу.
Максиміліан прийняв країну, що знаходилася у важкому стані. Незадовго перед цим країну знову окупували австрійці, готуючись до відновлення війни з Францією. Хоча і він сам, і його основні міністри більше симпатизували Франції, стан баварських фінансів і повний розвал армії робили країну беззахисною перед Австрією. Баварії довелося вступити в війну на боці Австрії, баварські війська були розбиті разом з австрійськими, і Моро знову увійшов до Мюнхена. За Люневільським миром 1801 Баварія втратила Пфальц, а також графства Пфальц-Цвайбрюккен і Юліх-Берг.
В умовах, що змінилися, особи, що керували Баварією, прийшли до висновку, що її майбутнє лежить у союзі з Францією. Згідно з договором, підписаним з Наполеоном, при подальшому розширенні Французької Імперії Баварія повинна була отримати компенсації за втрачені території на лівому березі Рейна. У 1803 році в ході німецької медіатизації Баварія поглинула єпископства Вюрцбурзьке, Бамберзьке, Аугсбурзьке і Фрайзінгенське, частину Пассауського єпископства, територію двадцяти абатств і сімнадцяти міст та сіл; створена компактна територія була більш ніж достатньою компенсацією за втрачені анклави на протилежному березі Рейну. У війні третьої коаліції Баварія виступила вже як союзник Франції і Пресбурзьким миром отримала Тіроль з Бріксеном і Трентом, Форарльберг, правобережжя Інна, Бурган і Ліндау, а також Пассау і Айхштет, відірвані від Зальцбурзького курфюрства (щоправда, в обмін на Тіроль довелося виділити колишньому Зальцбурзькому курфюрсту Велике герцогство Вюрцбурзьке, а титул монарха Баварії був підвищений з «курфюрста» до «короля». За це Максиміліану довелося видати дочку Августу заміж за наполеонівського пасинка Єжена Богарне.

## Курфюрсти Баварії
- Максиміліан I (1623–1651)
- Максиміліан II (1679–1726)
- Карл I (1726–1745)
- Максиміліан III (1745–1777)
- Карл II (1777–1799)
- Максиміліан IV (1799–1806)